# Naceur Ben Jaafar
Naceur Ben Jaafar ou Naceur Ben Jaâfar, de son nom complet Naceur Ben Mohamed Ali Ben Rachid Ben Jaafar, né le 15 juin 1923 à Tunis et décédé le 22 septembre 1970, est un homme politique et militant tunisien.

## Militant politique et syndical
Après des études primaires à l’école coranique franco-arabe Al Irfania, il entame des études secondaires au collège Sadiki, d’où il est renvoyé en raison de ses activités politiques. En effet, il adhère à la cellule néo-destourienne de Halfaouine (quartier populaire de Tunis) en 1938, avant de devenir membre de la Fédération du Néo-Destour de Tunis-Banlieue en 1951 et d'être élu membre du Conseil national du Néo-Destour lors du cinquième congrès du parti tenu à Sfax en novembre 1955.
Également militant syndicaliste au sein de l’Union générale tunisienne du travail (UGTT) dès sa création en 1946, il est élu membre du bureau exécutif de l’Union régionale du travail de Tunis de 1947 à 1949, avant d’être élu comme membre du comité exécutif de l’UGTT lors du troisième congrès national tenu à Tunis en avril 1949.

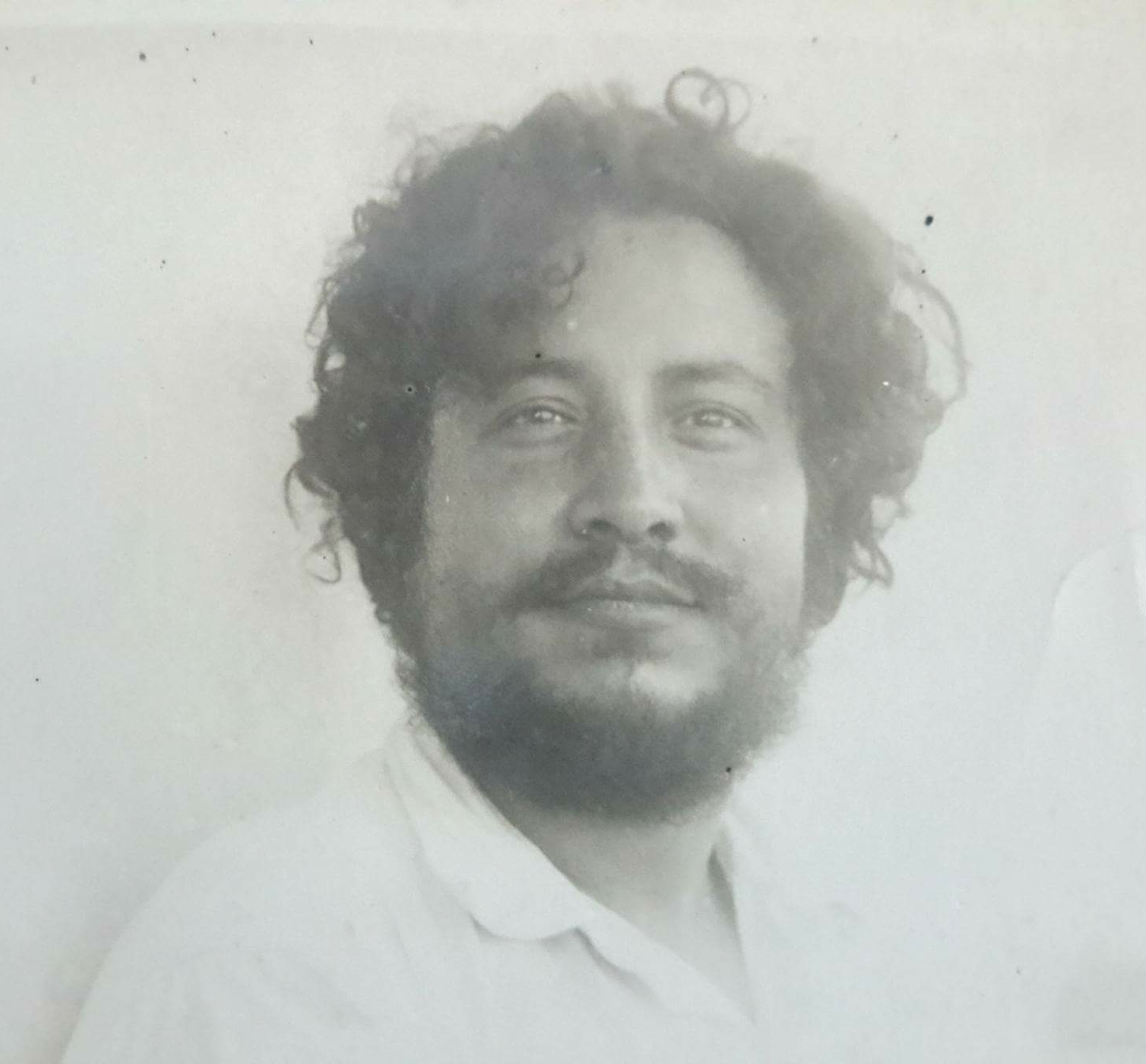
Naceur Ben Jaafar, prisonnier politique no 266 à la prison militaire de Téboursouk, le 10 juin 1952.

Il est également actif dans le domaine de la presse, contribuant à la rédaction de plusieurs journaux dont notamment Arraquib (hebdomadaire en arabe paru de 1948 à 1949), Mission (organe hebdomadaire du Néo-Destour en français paru de 1948 à 1952), Al Akhbar (hebdomadaire en arabe paru à partir de 1953) et au quotidien Assabah.
Naceur Ben Jaafar est arrêté et détenu à plusieurs reprises entre 1952 et 1954 sous des accusations diverses, dont l’incitation à la lutte contre le colonisateur ainsi que la rédaction et la diffusion de tracts dénonçant la colonisation. Il est ainsi emprisonné au camp de Jalal à Ben Gardane (janvier-septembre 1952), à la prison militaire de Tataouine (mai-septembre 1953) ou au camp de Bordj le Bœuf (juin-septembre 1954).
Par la suite, le Néo-Destour le nomme, le 27 novembre 1954, comme membre du comité des représentants du gouvernement tunisien chargés de prendre contact avec les fellagas de toute la Tunisie, et ce afin de les convaincre de rendre leurs armes. Il a pour mission, avec le militant Houcine Bouzaïane, de contacter les fellagas de la zone de Sidi Bouzid I.

## Responsabilités politiques

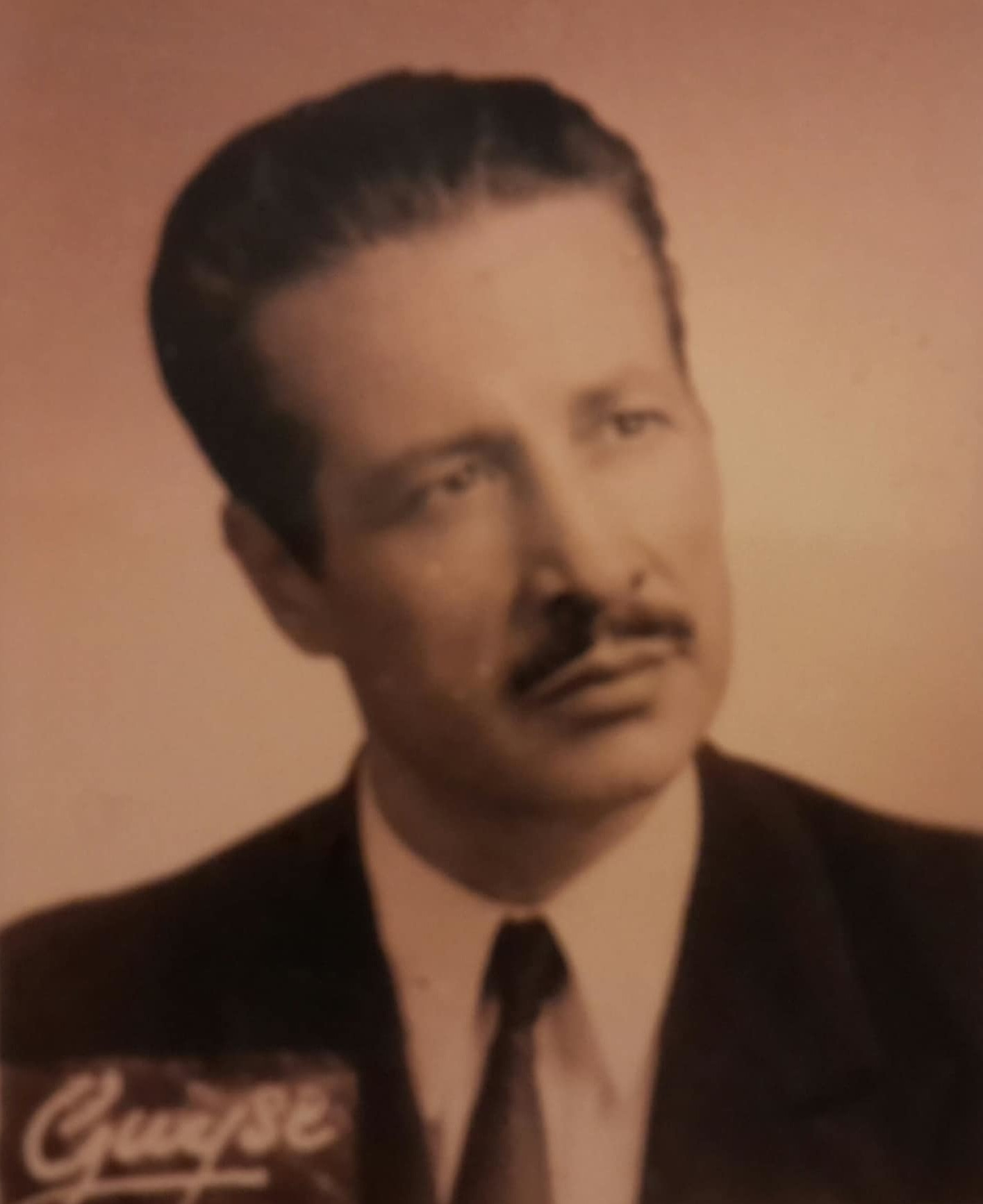
Naceur Ben Jaafar, élu député à l'Assemblée nationale en 1969.

Après l’indépendance de la Tunisie, le 20 mars 1956, il est élu membre de la première assemblée constituante, à la tête de la liste électorale du Front national (coalition du Néo-Destour, de l'UGTT, de l'UTAP et de l'UTICA) dans la circonscription représentant les régions de Matmata, Ouerghemma, Nefzaoua, Tataouine et Médenine.
Il n'y siège que brièvement puisqu'il devient, de juin 1956 à octobre 1960, gouverneur de Souk El Arba (actuellement Jendouba), une région frontalière avec l’Algérie située au nord-ouest du pays et qui représente alors un point stratégique et un trait d’union entre la révolution algérienne, déclenchée le 1er novembre 1954, et le gouvernement tunisien. En effet, la ville de Ghardimaou, sise dans ce gouvernorat, est le siège de l’état-major de l’Armée de libération nationale, bras armé du Front de libération nationale, dirigée en 1960 par le colonel Houari Boumédiène.
Naceur Ben Jaafar est transféré, en octobre 1960, à la tête du gouvernorat de Sfax, avant d’être muté à la tête du gouvernorat de Bizerte en octobre 1961, deux mois après la crise de Bizerte, poste qu’il occupe jusqu’en juillet 1964.
En novembre 1964, il est élu député à l’Assemblée nationale comme représentant de la circonscription de Tunis-Nord. Élu membre du Conseil municipal de la ville de Tunis en 1966, il est réélu député le 2 novembre 1969 dans la troisième circonscription de Tunis, pour la législature 1969-1974, mais meurt le 22 septembre 1970 avant la fin de son mandat.

## Vie privée
Naceur Ben Jaafar est le cousin germain de Mustapha Ben Jaafar, président de la seconde assemblée constituante qu’a connue la Tunisie après son indépendance.